# Hilltop (hrabstwo Frio)
Hilltop – jednostka osadnicza w Stanach Zjednoczonych, w stanie Teksas, w hrabstwie Frio.